# Microprotula ovicellata
Microprotula ovicellata är en ringmaskart som beskrevs av Uchida 1978. Microprotula ovicellata ingår i släktet Microprotula och familjen Serpulidae. Inga underarter finns listade i Catalogue of Life.